# 宁波北站
宁波北站是中国浙江省宁波市江北区洪塘街道境内一座铁路货运区段站，有萧甬铁路、宁波铁路枢纽北环线经过，距杭州站159公里，距宁波站12公里。车站隶属上海铁路局宁波车务段管辖，为一等货运区段站，担当萧甬线、洪镇支线、北仑线、穿山港线、杭深线、宁波北环线货物列车到达、出发、解体、编组作业，市域列车、旅客列车通过作业，回送动车组列车到发、车底存放作业以及北仑方向直达列车中转作业，并承担货运、装卸、军运、本务机车出入段、车辆技术作业等任务。
车站最初为洪塘乡站，始建于1912年，后兴建编组场。2010年12月，原宁波北站搬迁至此，车站从此更名为宁波北站，原宁波北站更名为孔浦站。新站于2014年8月28日开通运营。车站占地面积为1200亩，建成时为浙苏沪皖三省一市中规模最大的铁路货场。

## 历史
洪塘乡站始建于1912年10月。抗日战争时期，车站废弃。1957年，洪塘乡站重建并办理旅客乘降。2002年萧甬铁路复线改造后，洪塘乡站改建为编组站，隶属上海铁路局宁波车务段管辖，设二级三场，预留二级四场，设东西向半自动化驼峰。占地1000余亩、总投资2亿多元，承担浙东货物车辆的集结、解体和编组的重要任务。
21世纪初，随着宁波城市规模的扩大，位于江北白沙的宁波北站各货场对城市的割裂作用日益明显，列车的作业也对宁波的城市交通造成了影响。2009年5月12日，当时的铁道部批准了作为宁波铁路枢纽工程组成部分的宁波北站迁建方案。宁波北站新站选址于洪塘编组场北侧，于2010年12月动工兴建。2014年6月30日，宁波北站新站全面建成，并于2014年8月28日开通运营。

## 位置与规模
宁波北站位于宁波市江北区，东侧为庄桥街道孔家村，西侧为慈城镇山东村，北侧为旅游公路，南侧为编组站。车站占地面积约1200亩，设有3条到发线，3束6条贯通式货物线，设有56600平方米的集装箱堆场，56600平方米的笨重货物装卸区和10000平方米的停车区。

## 周边
宁波北站与萧甬铁路和宁波铁路枢纽北环线相连，使宁波铁路运输形成“南客北货”的格局。车站附近有城市快速路机场路，与宁波绕城高速公路和宁波栎社国际机场相连。车站附近还规划有宁波电商物流中心，成为货物集散枢纽。